# Belmonte (Hiszpania)
Belmonte – gmina w Hiszpanii, w prowincji Cuenca, w Kastylii-La Mancha, o powierzchni 92,93 km². W 2011 roku gmina liczyła 2147 mieszkańców.